# Tetradiclis tenella
Tetradiclis tenella är en tvåhjärtbladig växtart som först beskrevs av Christian Gottfried Ehrenberg, och fick sitt nu gällande namn av Dmitrij Litvinov. Tetradiclis tenella ingår i släktet Tetradiclis och familjen Tetradiclidaceae. Inga underarter finns listade i Catalogue of Life.